# Plecoptera resistens
Plecoptera resistens är en fjärilsart som beskrevs av Walker 1858. Plecoptera resistens ingår i släktet Plecoptera och familjen nattflyn. Inga underarter finns listade i Catalogue of Life.